# Friedman-Doktrin

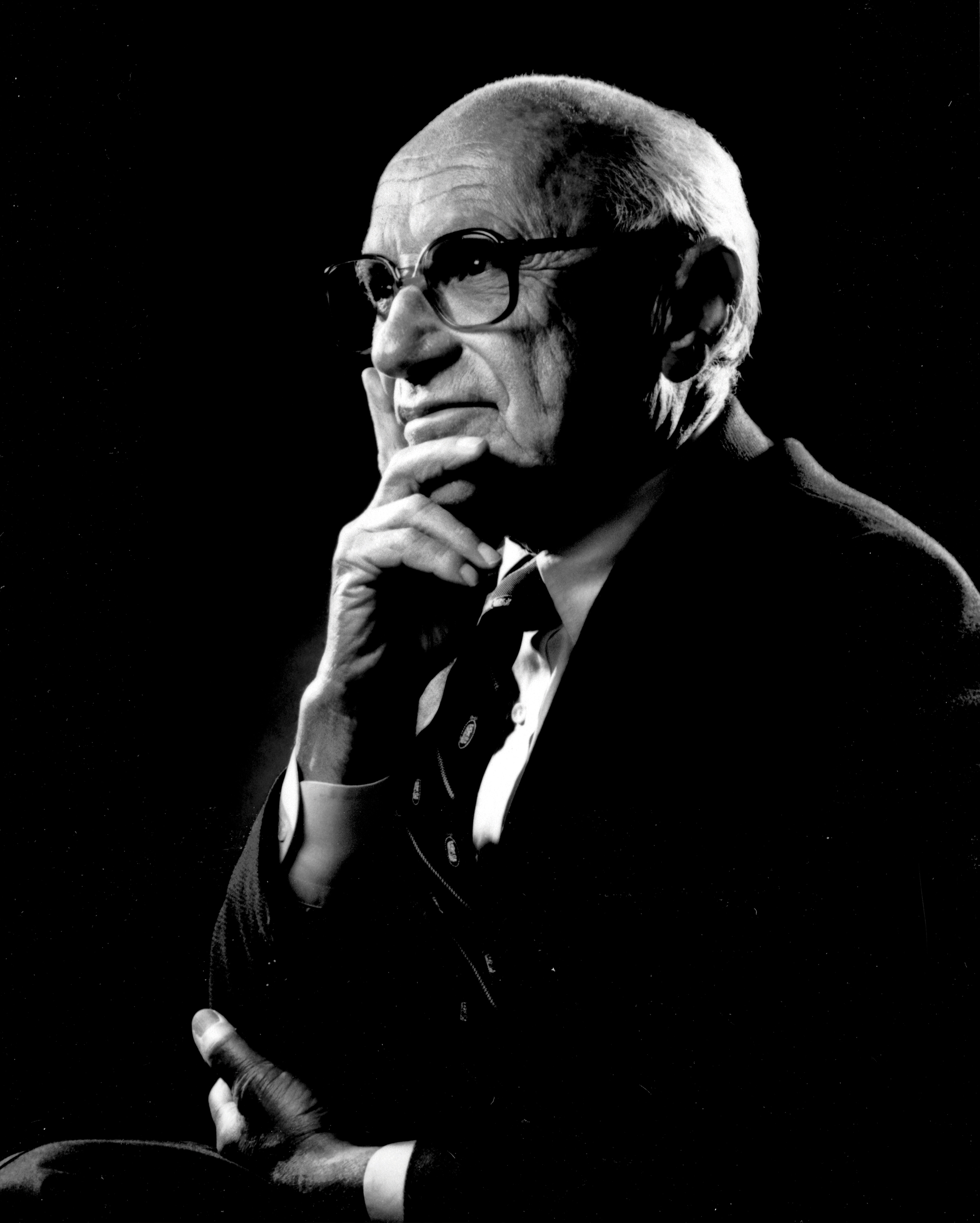
Milton Friedman

Die Friedman-Doktrin, auch Aktionärstheorie genannt, ist eine normative Theorie der Geschäftsethik, die vom Ökonomen Milton Friedman aufgestellt wurde. Sie besagt, dass die Hauptverantwortung eines Unternehmens bei seinen Aktionären liegt. Diese Theorie betrachtet die Aktionäre als den wirtschaftlichen Motor der Organisation und als die einzige Gruppe, für die das Unternehmen sozial verantwortlich ist. Daher ist es das Ziel jedes Unternehmens, die Aktionärsrendite zu maximieren.
Friedman fasste die Doktrin in den griffigen Slogan: „The Business of Business is Business.“
Friedman argumentiert, dass die Aktionäre selbst entscheiden sollen, an welchen wohltätigen Zwecken sie teilnehmen, anstatt ein Firmenmanager, den die Aktionäre ausschließlich für geschäftliche Zwecke ernannt haben.
Die Friedman-Doktrin ist in der Geschäftswelt sehr einflussreich, wurde aber auch kritisiert.

## Grundlagen
Friedman führte die Doktrin 1970 in einem Aufsatz für The New York Times ein. Darin argumentiert er, dass ein Unternehmen keine soziale Verantwortung gegenüber der Öffentlichkeit oder der Gesellschaft habe; seine einzige Verantwortung liegt bei seinen Aktionären. Er rechtfertigt diese Position durch folgenden Gedanken:

“In a free-enterprise, private-property system, a corporate executive is an employee of the owners of the business. He has direct responsibility to his employers. That responsibility is to conduct the business in accordance with their desires.”

„In einem System freier Unternehmer und privatem Eigentum ist der Firmenmanager ein Angestellter der Eigentümer des Unternehmens. Er hat direkte Verpflichtungen gegenüber seinen Arbeitgebern. Diese Verpflichtungen sehen vor, das Unternehmen nach den Wünschen der Eigentümer zu führen.“
– Milton Friedman: A Friedman Doctrine

Friedman argumentierte, dass eine Führungskraft, die Unternehmensgelder für soziale Zwecke ausgibt, tatsächlich das Geld anderer Leute verteilt:

“Insofar as [a business executive's] actions in accord with his "social responsibility" reduce returns to stockholders, he is spending their money. Insofar as his actions raise the price to customers, he is spending the customers' money. Insofar as his actions lower the wages of some employees, he is spending their money.”

„Sofern die Handlungen eines Geschäftsführers im Einklang mit seiner "sozialen Verantwortung" die Rendite der Aktionäre verringern, gibt er ihr Geld aus. Sofern seine Handlungen den Preis für die Kunden erhöhen, gibt er das Geld der Kunden aus. Sofern seine Handlungen die Löhne einiger Angestellter senken, gibt er ihr Geld aus.“

Er stellt fest, dass die geeigneten Akteure für soziale Zwecke Einzelpersonen seien. Die Aktionäre, die Kunden oder die Angestellten könnten ihr eigenes Geld für soziale Zwecke ausgeben, wenn sie dies wünschen.
Die Friedman-Doktrin wurde nach der Veröffentlichung eines einflussreichen Papers 1976 durch die Ökonomen William H. Meckling (1922–1998) und Michael Jensen erweitert, indem eine quantitative ökonomische Begründung für die Maximierung der Aktionärsrendite geliefert wurde.

## Einfluss
Die Friedman-Doktrin hat einen erheblichen Einfluss auf die Geschäftswelt.
Im Jahr 2017 erklärten die Professoren der Harvard Business School, Joseph L. Bower und Lynn S. Paine, dass die Maximierung der Aktionärsrendite in der Finanzwelt und in weiten Teilen der Geschäftswelt allgegenwärtig sei. Dies habe zu einer Reihe von Verhaltensweisen vieler Akteure auf breiter Front geführt, von Leistungsmessung und Vergütung der Führungskräfte bis hin zu Aktionärsrechten, der Rolle von Vorständen und Unternehmensverantwortung. 2016 bezeichnete The Economist die Friedman-Doktrin als „die größte Wirtschaftsidee“ und erklärte, dass heute der Shareholder Value die Geschäftswelt regiere.
Die Friedman-Doktrin hat zu einem deutlichen Anstieg der aktienbasierten Vergütung geführt, insbesondere für CEOs, um die finanziellen Interessen der Führungskräfte und Mitarbeiter mit denen der Aktionäre in Einklang zu bringen.
Im September 2020, 50 Jahre nach der Veröffentlichung von „A Friedman Doctrine“, veröffentlichte The New York Times 22 kurze Antworten auf Friedmans Aufsatz, die von 25 Intellektuellen und Geschäftsleuten verfasst wurden.
Im November 2020 veröffentlichte die University of Chicago Booth School of Business ein Kompendium mit 28 Artikeln über das Erbe von Milton Friedman. Der Ökonom Alex Edmans verglich Friedmans Artikel mit dem Modigliani-Miller-Theorem. Er argumentierte, dass Friedmans Schlussfolgerung zwar falsch sei, der Artikel jedoch aufschlussreich wäre, da er die Annahmen hervorhebt, die erforderlich sind, damit er wahr ist.

## Kritik
Die Friedman-Doktrin ist umstritten, wobei Kritiker einwenden, dass sie ökonomisch falsch, rechtlich falsch, sozial falsch oder moralisch falsch sei.
2019 argumentierten die prominenten demokratischen Senatoren Chuck Schumer und Bernie Sanders in The New York Times, dass die Friedman-Doktrin, die einen Anstieg der aktienbasierten Vergütung förderte, bei Führungskräften zu einer Bereicherung geführt habe, da diese von Aktienrückkäufen und Dividenden ebenfalls profitierten- oft zum Nachteil der Unternehmen, für die sie arbeiten.
Die Friedman-Doktrin wurde von Befürwortern der Stakeholder-Theorie kritisiert, die der Ansicht sind, dass die Friedman-Doktrin nicht mit der Idee der sozialen Verantwortung von Unternehmen gegenüber einer Vielzahl von Stakeholdern vereinbar ist. Sie argumentieren, dass es ethisch geboten sei, dass ein Unternehmen alle Menschen berücksichtigt, die von seinen Entscheidungen betroffen sind. Sie argumentieren auch, dass die Berücksichtigung der Interessen der Stakeholder dem Unternehmen und seinen Aktionären zugutekommen kann.
Beispielsweise handelt ein Unternehmen, das Dienstleistungen oder Waren spendet, um den bei einer Naturkatastrophe Verletzten zu helfen, nicht im direkten Interesse seiner Aktionäre. Auf diese Weise wird jedoch die Loyalität der Kunden gegenüber dem Unternehmen gestärkt, was letztendlich dem Unternehmen und seinen Aktionären zugutekommt. Im Jahr 2019 aktualisierten einflussreiche Unternehmensgruppen wie das Weltwirtschaftsforum und der Business Roundtable ihr Leitbild und ersetzten die Friedman-Doktrin zugunsten des Stakeholder-Kapitalismus.